# Lany Kaligis
Lany Kaligis (22 aprile 1949) è un'ex tennista indonesiana.

## Carriera
Nei tornei del Grande Slam ha ottenuto il suo miglior risultato raggiungendo i quarti di finale di doppio agli Australian Open nel 1970, e a Wimbledon nel 1971, entrambi in coppia con la connazionale Lita Liem.
In Fed Cup ha giocato un totale di 27 partite, ottenendo 9 vittorie e 18 sconfitte.